# Zlobin
Zlobin est une localité de Croatie située dans la municipalité de Bakar, dans le comitat de Primorje-Gorski Kotar. En 2001, la localité comptait 290 habitants.

## Démographie
| 1948 | 1953 | 1961 | 1971 | 1981 | 1991 | 2001 |
| ---- | ---- | ---- | ---- | ---- | ---- | ---- |
| 496  | 493  | 505  | 486  | 410  | 319  | 290  |